# Hans Hofer (poslanec Říšské rady 1901–1907)
Hans Hofer (3. března 1863 Ebreichsdorf – 16. března 1941 Ebreichsdorf) byl rakouský politik německé národnosti z Dolních Rakous, na počátku 20. století poslanec Říšské rady, v meziválečném období poslanec rakouské rakouské Národní rady.

## Biografie
Působil jako majitel domu v Ebreichsdorfu. Vystudoval šestitřídní národní školu. Pak byl majitelem hospodářství. V roce 1888 založil pojišťovnu a spolek Zemědělské kasino v Ebreichsdorfu. Roku 1894 zde založil okresní zemědělský spolek a roku 1899 Skladovací družstvo. Zastával funkci předsedy Svazu zemědělských družstev v Dolních Rakousích.
Byl i politicky činný. V letech 1906–1921 byl starostou Ebreichsdorfu. Byl také členem zemské zemědělské rady. Zasedal jako poslanec Dolnorakouského zemského sněmu. Zvolen sem byl v roce 1899 coby kandidát Německé lidové strany za kurii venkovských obcí, obvod Wiener Neustadt, Ebreichsdorf. Mandát na sněmu ve volbách roku 1902 neobhájil, když ho porazil Rudolf Gruber. Do sněmu se vrátil až po válce v letech 1919–1920, nyní již jako poslanec za Křesťansko sociální stranu. V listopadu 1920 na mandát rezignoval.
Působil i jako poslanec Říšské rady (celostátního parlamentu Předlitavska), kam usedl ve volbách roku 1901 za kurii venkovských obcí v Dolních Rakousích, obvod Wiener Neustadt, Baden, Neunkirchen. Ve volebním období 1901–1907 se uvádí jako Hans Hofer, majitel realit. Na Říšské radě patřil do Německé lidové strany.
Od 10. listopadu 1920 do 18. května 1927 zasedal jako poslanec rakouské Národní rady za Křesťansko sociální stranu.